# マッスルファイト
- キン肉マン Muscle Fighting

『マッスルファイト』ないし『キン肉マン Muscle Fighting』は、1999年にフリーウェアとして公開された2D格闘ツクール95製の対戦型格闘ゲームである。『キン肉マン』のキャラクターを題材とする二次創作作品であり、制作者であるまたやんの公式サイトにおいてシステムデータなどが公開され、制作への参加を希望するクリエイターが新たなキャラクターなどを作り登録できるようになっている。
『PCキャラゲームインディーズ』（英知出版）には本作が収録され、8頁分の紹介記事が掲載された。そこでは「原作ものの格闘ゲームは数多く登場してきたが、どうしても登場できないキャラや技が多かった」とし、「完全移植とうたわれても、使えないキャラや技があるのは当たり前」という常識を覆した作品であるとされている。
『タダで楽しむ!最強ゲーム100 Windows』（インフォレスト）では、「主要キャラからマイナーなキャラに至るまで、それぞれの個性・特性に合わせた作り込みは商業ソフトでも困難なレベル」であり、「各キャラクターの特徴を捉えた技の数々とシステムは、ファンによる制作ならではと言える」と評している。二次創作のゲームであるため著作権の問題はあるが、「流通や営利の枠に捕らわれず無償の創作意欲で制作されるフリーゲームだからこそ、ファンから大きな支持を受けている」と考察している。そして登録制によって、「最初は受け取り手だったユーザー側」の協力で「よりソフトが発展していく」という「フリーゲームならではの新しいコミュニケーションが成立している例」であるとされている。
『フリーゲームマニアックス』（晋遊舎）のコラム「裏ゲームの世界。」では、「かなりの完成度を誇るキン●マンの格ゲー」として紹介されており、「かなり昔から開発が進んでいた」ゲームであり、主要キャラクターがすべて登場し「圧倒的なボリューム感」が「他の追随を許さない」と評している。